# Rari Nantes Bogliasco 2013-2014

## Rosa
| N° |                    | Ruolo | Giocatore           |
| -- | ------------------ | ----- | ------------------- |
| 1  | Romania (bandiera) | P     | Robert Dinu         |
| 13 | Italia (bandiera)  | P     | Lorenzo Vespa       |
|    | Italia (bandiera)  | P     | Massimo Dufour      |
| 8  | Italia (bandiera)  | D     | Giacomo Boero       |
| 4  | Italia (bandiera)  | D     | Tommaso Vergano     |
| 3  | Italia (bandiera)  | D     | Alessandro Di Somma |
| 6  | Italia (bandiera)  | CV    | Gian Marco Guidaldi |

| N° |                   | Ruolo | Giocatore         |
| -- | ----------------- | ----- | ----------------- |
| 10 | Italia (bandiera) | CV    | Giacomo Lanzoni   |
| 5  | Italia (bandiera) | CV    | Edoardo Di Somma  |
| 11 | Italia (bandiera) | CV    | Filippo Gavazzi   |
| 7  | Malta (bandiera)  | A     | Steven Camilleri  |
| 2  | Italia (bandiera) | A     | Luca Marziali     |
| 9  | Italia (bandiera) | CB    | Lorenzo Barillari |
| 12 | Italia (bandiera) | CB    | Lorenzo Bruni     |

| Allenatore: | Daniele Bettini |

## Risultati

### Serie A1

#### Girone di andata
| Arbitri: | Severo Navarra |

|                                                                    |           |                                                |
| Drašković, Petković: 3 Luongo, Pérez: 2 Di Costanzo, Gambacorta: 1 | Marcatori | 3: Camilleri, Lanzoni, Marziali 1: A. Di Somma |

| Arbitri: | Piano Pinato |

|                                                       |           |                                                                                    |
| Lanzoni: 3 Bruni, Camilleri, A. Di Somma, Marziali: 1 | Marcatori | 4: Figlioli, Giacoppo 3: Felugo, Giorgetti 2: N. Gitto, Ivović 1: Aicardi, Madaras |

| Arbitri: | L. Bianco Fusco |

|                                         |           |                                                                           |
| Tomašić: 4 Tullio: 2 Astarita, Russo: 1 | Marcatori | 2: Barillari, Vergano 1: Bruni, Camilleri, E. Di Somma, Guidaldi, Lanzoni |

| Arbitri: | Ercoli Colombo |

|                                                             |           |                                                                            |
| Guidaldi: 3 Camilleri, A. Di Somma: 2 Barillari, Lanzoni: 1 | Marcatori | 4: Brguljan 2: Campopiano, Primorac 1: Baraldi, Borrelli, Morelli, Velotto |

| Arbitri: | Bianchi Scappini |

|                       |           |                                                                   |
| Oneto: 2 Benedetti: 1 | Marcatori | 3: Bruni, E. Di Somma 1: A. Di Somma, Gavazzi, Guidaldi, Marziali |

| Arbitri: | Centineo Taccini |

|                                                                     |           |                                                    |
| Marziali: 4 A. Di Somma, Lanzoni: 3 Camilleri, Guidaldi, Vergano: 1 | Marcatori | 4: Vittorioso 1: A. Calcaterra, Di Rocco, Leporale |

| Arbitri: | Brasiliano Castagnola |

|                                                                            |           |                                                                      |
| Camilleri: 4 E. Di Somma: 3 A. Di Somma: 2 Barillari, Lanzoni, Marziali: 1 | Marcatori | 5: Damonte 4: Elez 1: G. Bianco, Deserti, G. Fiorentini, Mistrangelo |

| Arbitri: | Bianchi Navarra |

|                                                                  |           |                                                                     |
| RenzutI. o: 4 Gallo, Klikovac, G. Mattiello: 2 Rossi, Saccoia: 1 | Marcatori | 3: Lanzoni 2: Bruni 1: Camilleri, A. Di Somma, E. Di Somma, Vergano |

| Arbitri: | Severo Scappini |

|                                                  |           |                                                                     |
| Bruni, Camilleri, Guidaldi, Lanzoni, Marziali: 1 | Marcatori | 3: Molina 2: C. Presciutti, Rizzo 1: F. Di Fulvio, Napolitano, Nora |

| Arbitri: | L. Bianco Gomez |

|                                                                   |           |                                                                   |
| F. Pagani: 3 Busilacchi, Cesini, Foti, Gaffuri, Hrošík, Jelača: 1 | Marcatori | 2: Bruni 1: A. Di Somma, E. Di Somma, Guidaldi, Lanzoni, Marziali |

| Arbitri: | Colombo Taccini |

|                                                   |           |                                |
| Lanzoni: 3 Bruni, Camilleri: 2 Boero, Marziali: 1 | Marcatori | 3: M. Gitto 2: Bini 1: Coppoli |

#### Girone di ritorno
| Arbitri: | Centineo Paoletti |

|                                               |           |                                                                                |
| Camilleri: 4 Lanzoni: 3 Bruni: 2 Barillari: 1 | Marcatori | 3: Saviano 2: Petković, Postiglione 1: Di Costanzo, Gambacorta, Pérez, Sadovyy |

| Arbitri: | Collantoni Fusco |

|                                                                                            |           |                                            |
| Figlioli: 5 Figari, Giacoppo: 3 Felugo: 2 Aicardi, Fondelli, Giorgetti, Ivović, Lapenna: 1 | Marcatori | 2: Guidaldi 1: Bruni, A. Di Somma, Vergano |

| Arbitri: | Gomez Pascucci |

|                                                             |           |                                                   |
| Camilleri, A. Di Somma: 3 E. Di Somma, Guidaldi, Vergano: 2 | Marcatori | 4: Steardo 2: Astarita, Beltrame, Tomašić, Tullio |

| Arbitri: | Paoletti Fusco |

|                                                                          |           |                                                         |
| Primorac: 4 Brguljan, Esposito: 3 Velotto: 2 Buonocore, Parisi, Ronga: 1 | Marcatori | 4: Camilleri, Lanzoni 2: E. Di Somma 1: Boero, Marziali |

| Arbitri: | Collantoni Ricciotti |

|                                                                                            |           |                                                  |
| Camilleri: 4 E. Di Somma: 3 Vergano: 2 Boero, A. Di Somma, Lanzoni, Marziali, Passadore: 1 | Marcatori | 2: Giordano, Hazui 1: AcostM. a, Pesenti, Priolo |

| Arbitri: | Colombo Gomez |

|                                                       |           |                                                                              |
| Cannella, Colosimo, Di Rocco, Leporale, Vittorioso: 1 | Marcatori | 3: Camilleri, E. Di Somma 2: Vergano 1: Bruni, A. Di Somma, Gavazzi, Lanzoni |

| Arbitri: | Bianchi Petronilli |

|                                                                                               |           |                                                             |
| Elez: 5 G. Fiorentini, Fulcheris: 4 L. Bianco: 2 Alesiani, G. Bianco, Damonte, Mistrangelo: 1 | Marcatori | 2: Camilleri, A. Di Somma, E. Di Somma 1: Lanzoni, Marziali |

| Arbitri: | Lo Dico Taccini |

|                                                                 |           |                                                                 |
| Lanzoni: 3 E. Di Somma: 2 Boero, Bruni, A. Di Somma, Fabiano: 1 | Marcatori | 2: Foglio, G. Mattiello, Radović 1: Dolce, Klikovac, RenzutI. o |

| Arbitri: | Collantoni Ricciotti |

|                                                                                                 |           |                                      |
| Rizzo: 8 F. Di Fulvio, Napolitano, C. Presciutti: 5 Nora, N. Presciutti: 2 Molina, Valentino: 1 | Marcatori | 2: Bruni 1: Lanzoni, Marziali, Prian |

| Arbitri: | Centineo Riccitelli |

|                                                                            |           |                                                                                |
| Bruni, Camilleri: 3 Guidaldi, Vergano: 2 E. Di Somma, Lanzoni, Marziali: 1 | Marcatori | 3: Hrošík 2: F. Pagani 1: Busilacchi, Cesini, Foti, Gaffuri, Jelača, E. Pagani |

| Arbitri: | Gomez Petronilli |

|                                                                          |           |                                                          |
| Coppoli: 2 Bini, Brancatello, A. Di Fulvio, Eskert, M. Gitto, Sindone: 1 | Marcatori | 2: Camilleri, Lanzoni 1: Bruni, A. Di Somma, E. Di Somma |

### Coppa Italia

#### Prima fase
| Arbitri: | Petronilli Ceccarelli |

|                                                                    |           |                                                                 |
| Gallo: 3 Dolce, Renzuto: 2 Foglio, Klikovac, Mandolini, Radović: 1 | Marcatori | 1: Bruni, Camilleri, A. Di Somma, E. Di Somma, Lanzoni, Vergano |

| Arbitri: | Lo Dico Ceccarelli |

|                                                                  |           |                                                     |
| Marziali: 4 Camilleri, Lanzoni, Vergano: 2 Boero, E. Di Somma: 1 | Marcatori | 5: Brguljan 2: Primorac 1: Baraldi, Morelli, Parisi |

| Arbitri: | Ceccarelli Collantoni |

|                                                        |           |                                                                          |
| Leporale, Vittorioso: 3 Africano, Gianni, Maddaluno: 1 | Marcatori | 3: Vergano 2: Camilleri, Guidaldi, Lanzoni 1: Barillari, Bruni, Marziali |

#### Seconda fase
| Arbitri: | Paoletti Ercoli |

|                                                                      |           |                                                           |
| Gambacorta: 3 Petković: 2 D. Mattiello, Pérez, Sadovyy, ScottG. i: 1 | Marcatori | 4: Camilleri 3: Lanzoni 2: Guidaldi 1: Bruni, E. Di Somma |

| Arbitri: | Ercoli Paoletti |

|                                                                                    |           |                                                                                        |
| Boero, Camilleri: 2 Bruni, A. Di Somma, E. Di Somma, Gavazzi, Lanzoni, Marziali: 1 | Marcatori | 3: Aicardi, Figlioli, Giacoppo, Joković 2: Giorgetti 1: D. Fiorentini, Ivović, Lapenna |

| Arbitri: | Caputi Paoletti |

|                                                   |           |                                                                                   |
| Ferraris: 3 Foti, Gaffuri, Hrošík: 2 E. Pagani: 1 | Marcatori | 3: Camilleri 2: Bruni, E. Di Somma, Guidaldi 1: Boero, Fabiano, Gavazzi, Marziali |

#### Final Four
La Final Four si è disputata interamente a Brescia.
| Arbitri: | Caputi Ceccarelli |

|                                                                                                |           |                                   |
| C. Presciutti: 4 Bodegas, F. Di Fulvio: 2 Legrenzi, Molina, N. Presciutti, Rizzo, Valentino: 1 | Marcatori | 1: E. Di Somma, Lanzoni, Marziali |

| Arbitri: | Ceccarelli Paoletti |

|                                                                         |           |                                                              |
| Radović: 4 Bertoli, Mandolini: 3 Dolce, RenzutI. o, Saccoia: 2 Rossi: 1 | Marcatori | 3: Bruni 2: Lanzoni 1: Boero, A. Di Somma, Gavazzi, Marziali |

## Statistiche
Statistiche aggiornate al 12 aprile 2014.

### Statistiche di squadra
| Competizione | Punti | In casa | In casa | In casa | In casa | In casa | In casa | In trasferta | In trasferta | In trasferta | In trasferta | In trasferta | In trasferta | Neutro | Neutro | Neutro | Neutro | Neutro | Neutro | Totale | Totale | Totale | Totale | Totale | Totale | DR  |
| Competizione | Punti | G       | V       | N       | P       | Gf      | Gs      | G            | V            | N            | P            | Gf           | Gs           | G      | V      | N      | P      | Gf     | Gs     | G      | V      | N      | P      | Gf     | Gs     | DR  |
| ------------ | ----- | ------- | ------- | ------- | ------- | ------- | ------- | ------------ | ------------ | ------------ | ------------ | ------------ | ------------ | ------ | ------ | ------ | ------ | ------ | ------ | ------ | ------ | ------ | ------ | ------ | ------ | --- |
| Serie A1     | 22    | 11      | 4       | 1       | 6       | 113     | 119     | 11           | 3            | 0            | 8            | 94           | 138          | 0      | 0      | 0      | 0      | 0      | 0      | 22     | 7      | 1      | 14     | 207    | 257    | -50 |
| Coppa Italia | -     | 3       | 2       | 0       | 1       | 34      | 36      | 0            | 0            | 0            | 0            | 0            | 0            | 5      | 2      | 0      | 3      | 42     | 60     | 8      | 4      | 0      | 4      | 76     | 96     | -20 |
| Totale       | -     | 14      | 6       | 1       | 7       | 147     | 155     | 11           | 3            | 0            | 8            | 94           | 138          | 5      | 2      | 0      | 3      | 42     | 60     | 30     | 11     | 1      | 18     | 283    | 353    | -70 |

### Classifica marcatori
| Tot. | Giocatore           | A1 | CI |
| ---- | ------------------- | -- | -- |
| 55   | Steven Camilleri    | 41 | 14 |
| 49   | Giacomo Lanzoni     | 37 | 12 |
| 32   | Edoardo Di Somma    | 25 | 7  |
| 32   | Lorenzo Bruni       | 23 | 9  |
| 27   | Luca Marziali       | 18 | 9  |
| 25   | Alessandro Di Somma | 22 | 3  |
| 20   | Gian Marco Guidaldi | 14 | 6  |
| 19   | Tommaso Vergano     | 13 | 6  |
| 9    | Giacomo Boero       | 4  | 5  |
| 6    | Lorenzo Barillari   | 5  | 1  |
| 5    | Filippo Gavazzi     | 2  | 3  |
| 2    | Antracite Fabiano   | 1  | 1  |
| 1    | Alberto Passadore   | 1  | 0  |
| 1    | Pietro Prian        | 1  | 0  |